# Wesleys Creek
Wesleys Creek är ett vattendrag i Kanada.   Det ligger i provinsen Ontario, i den sydöstra delen av landet, 100 km sydväst om huvudstaden Ottawa. Wesleys Creek ligger vid sjön Silver Lake.
I omgivningarna runt Wesleys Creek växer i huvudsak blandskog. Runt Wesleys Creek är det mycket glesbefolkat, med 4 invånare per kvadratkilometer.